# Ени Айриджа
Ени Айриджа (азерб. Yeni Əyricə) — село в Бардинском районе Азербайджана. Находится в Равнинном Карабахе.
Численность населения 1570 человек. Помимо коренных жителей, в селе проживают вынужденные переселенцы из Агдамского, Лачинского, Кельбаджарского и Тертерского районов, а также 
турки-месхетинцы, депортированные из Узбекистана в 1988 году.

## География
Село расположено в Карабахской равнине, на левом берегу низовьев реки Тертер (приток Куры) в 10 км к северо-востоку от города Барда, в 21 км к югу от Евлаха и в 225 км к западу от Баку.
В селе имеется мост через Тертер (на противоположном берегу находится село Айриджа). Село связано с райцентром автодорогой Барда — Наджафкулубейли.
Климат умеренный, средняя температура января — +10 градусов, июня — +32 градуса.

## Инфраструктура
В селе есть две средние школы, детский сад, библиотека, клуб, дом культуры, больница, почтовое отделение. В 2013 году завершена газификация села. Население занято земледелием и животноводством.